# Kakejcov (přírodní památka)
Kakejcov je přírodní památka v okrese Rokycany. Nachází se jeden kilometr západně od stejnojmenné obce v nadmořské výšce 456–458 m okolo rybníka Březničák v katastrálním území obce Mešno. Chráněné území s rozlohou 1,48 ha bylo vyhlášeno 29. února 2012. Důvodem jeho zřízení je ochrana ohroženého čolka velkého (Triturus cristatus).